# Királyegyháza
Királyegyháza község Baranya vármegyében, a Szentlőrinci járásban. A település 1940. május 31-én, Szentgálosiván ideiglenes néven jött létre Magyarszentiván, Vásárosszentgál és Gusztávműve puszta egyesülésével. Jelenlegi nevét 1941. március 13-án vette fel.

## Fekvése
A Mecsek és a Dráva közötti sík területen fekszik, közvetlenül Szentlőrinc délnyugati szomszédságában.
A további szomszédos települések: észak felől Kacsóta, kelet felől Szabadszentkirály és Gerde, dél felől Magyartelek és Magyarmecske, délnyugat felől Gyöngyfa és Sumony, nyugat felől pedig Szentdénes.

### Megközelítése
Közúton a legegyszerűbben a 6-os főútról dél felé letérve érhető el, a Szentlőrinctől Sellye térségéig (Csányoszróig) húzódó 5805-ös úton. Sumonnyal az 5806-os út köti össze.
A hazai vasútvonalak közül a települést a Szentlőrinc–Sellye-vasútvonal érinti; érdekesség, hogy a vonatnak két megállóhelye is van a falu területén: a Királyegyháza-Rigópuszta megállóhely a belterület délkeleti csücskén (a Felszabadulás utca végén), Gyöngyfa-Magyarmecske megállóhely pedig, mely a nevével ellentétben szintén Királyegyháza területen fekszik, néhány száz méterre található a délnyugati településrész utolsó házaitól, az 5806-os út vasúti keresztezése mellett.

## Története
Régészeti leletek szerint már a kőrézkor késői szakaszában lakott hely volt. A mai település 1940-ben jött létre Vásárosszentgál és Magyarszentiván egyesítésével. A két falu összevonását 1938-ban rendelte el a belügyminiszter. Az egyesülés Gyalay Mihály Magyar igazgatástörténeti helységnévlexikon című könyve szerint 1940. május 21-én vált hivatalossá. Ezt követően néhány hónapig Szentgálosivánnak hívták a települést, a végleges Királyegyháza nevet – szintén Gyalay szerint – ugyanezen év december 21-én vette fel, ugyanakkor az erről szóló belügyminiszteri rendeletet december 29-én tette közzé a Budapesti Közlöny. Az új név Nagy György plébános javaslata volt.

### Magyarszentiván
Magyarszentiván első írásos említése 1274-ből származik (S. Johannis), később, 1283-ban (Scenth Iwan). Nevét valószínűleg a falu templomának védőszentjéről, Keresztelő Szent Jánosról kapta, a magyar előtag a lakosság anyanyelvére utalt. A település a 14. században vásártartó hely volt. A török hódoltság ideje alatt sem néptelenedett el, folyamatosan magyar nemzetiségűek lakták.

### Vásárosszentgál
E település első írásos említése 1292-ből való, (Zenthgal) formában; e név is a falu templomának védőszentjéhez, Szent Gálhoz kapcsolódik, a vásáros előtag pedig a település vásártartó jogára utal. A 14. században bizonyosan tartottak itt vásárokat. A török hódoltság alatt a település lakott hely volt, de a törökök elleni felszabadító harcok idején a lakossága elpusztult, illetve elmenekült, és az újabb lakosok csak a 18. század elején kezdtek visszaköltözni. A 16. század folyamán mindkét település a Pálffy család birtoka volt.

## Közélete

### Polgármesterei
- 1990–1994: Vass Nándor (független)[8]
- 1994–1998: Ifj. Nagy András (független)[9]
- 1998–2002: Grim Ferenc (FKGP)[10]
- 2002–2006: Grim Ferenc (független)[11]
- 2006–2010: Grim Ferenc (független)[12]
- 2010–2014: Grim Ferenc (független)[13]
- 2014–2019: Grim Ferenc (független)[14]
- 2019–2024: Nagy Beáta (független)[15]
- 2024– : Nagy Beáta (független)[1]

A 2019-es polgármester-választás érdekessége volt a településen, hogy a posztért meglehetősen sok, összesen nyolc jelölt indult, ilyen nagy számú jelöltre az egész országban csak néhány helyen szavazhattak a lakosok. A nagy számú jelölt ellenére a végső győztes egymaga a szavazatok csaknem 40 százalékát tudta megszerezni.

## Népesség
A település népességének változása:
| Lakosok száma | 956  | 969  | 909  | 874  | 860  | 839  | 814  | 827  |
|               | 2013 | 2014 | 2015 | 2019 | 2021 | 2022 | 2023 | 2024 |

A 2011-es népszámlálás során a lakosok 74,7%-a magyarnak, 2,2% cigánynak, 0,3% horvátnak, 0,6% németnek mondta magát (25,3% nem nyilatkozott; a kettős identitások miatt a végösszeg nagyobb lehet 100%-nál). A vallási megoszlás a következő volt: római katolikus 44,8%, református 2,4%, görögkatolikus 0,1%, felekezeten kívüli 17% (35,5% nem nyilatkozott).
2022-ben a lakosság 91,5%-a vallotta magát magyarnak, 2,7% cigánynak, 0,6% románnak, 0,6% németnek, 0,5% ruszinnak, 0,2% horvátnak, 0,1% bolgárnak, 0,1% szerbnek, 0,6% egyéb, nem hazai nemzetiségűnek (8,2% nem nyilatkozott; a kettős identitások miatt a végösszeg nagyobb lehet 100%-nál). Vallásuk szerint 35,6% volt római katolikus, 3,1% református, 0,1% evangélikus, 0,1% görög katolikus, 1,1% egyéb keresztény, 0,6% egyéb katolikus, 15,1% felekezeten kívüli (44% nem válaszolt).

## A cementgyár

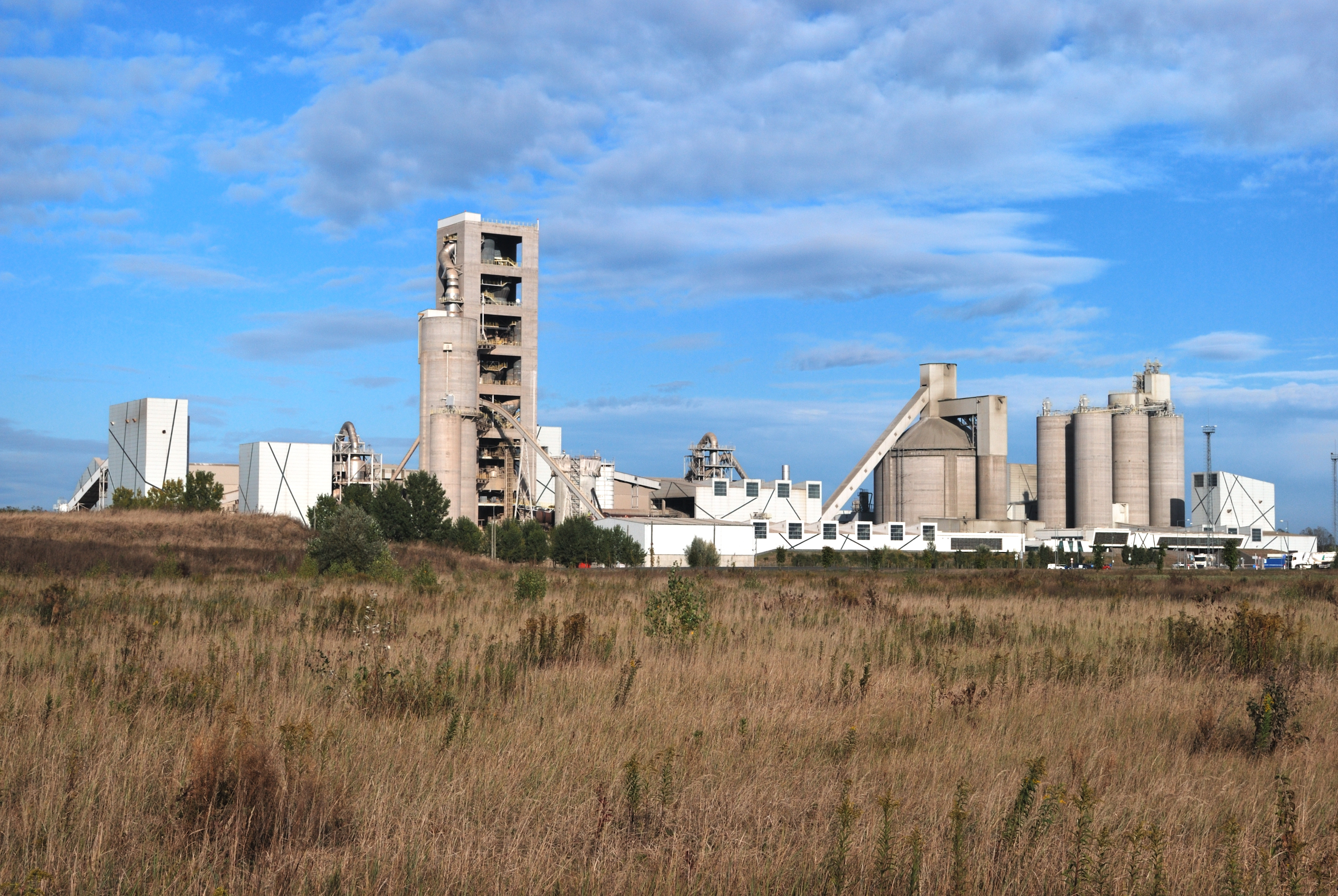
A cementgyár dél felől

Királyegyháza határában a 2000-es években cementgyár építésébe fogtak, húszhektáros területen. A beruházó Strabag cég 2007-ben hozta létre a Nostra Cement Kft-t a munkálatok lebonyolítására. Az építkezéssel párhuzamosan közúti és vasúti infrastrukturális fejlesztések is zajlottak. A beruházás teljes költsége eléri az ötven milliárd forintot. A cementgyárat a bükkösdi bánya látja el alapanyaggal. A gyárban az eredeti tervek szerint 2010 júniusában kezdődött meg a próbatermelés, hivatalos átadása 2011. szeptember 15-én volt. Az üzem teljes kibocsátása 900 ezer tonna, amit a beruházók 2011-re kívántak elérni. A gyárban több nagy volumenű létesítmény kialakítására került sor: klinkertároló, hőcserélő torony, kemencesor és egy nyersanyagtároló. A gyár területén 8 siló működik.

## Nevezetességei
- A település római katolikus templomát a két falu közösen építette 1806-ban, copf stílusban. A főoltár 1974-ben készült, Haraszti Pál (1913–1987) pécsi iparművész alkotása.[22]